# Туше
Ту̀ше е българско име, съкратена видоизменена форма на името Петър. Получила се е от кръщелното име Петър, през умалителната форма Петру̀ш, преминала в Ту̀ше.
Името Туше е характерно за населението на Южна Македония, особено в Кукуш и района, където Гоце (Георги), Мицо (Димитър) и Туше (Петър) са най-често срещаните имена. Записаните в кръщелните свидетелства като Петър много често се срещат в документи (например при преброяването от 1906/1907 година) като Петруш, а са широко известни под името Туше. Използват и официално тази форма на името си (например историкът професор Туше Влахов).
Фамилното име на потомците се среща като Тушев.
Някои известни българи с името Туше:
- Туше Делииванов
- Туше Влахов
- Туше Чопов
- Туше Ковачев
- Туше Балтов
- Туше Тишин
- Туше Скачков